# Bologne-Elk
Bologne-Elk is een historisch Australisch motorfietsmerk.
Bologne-Elk is een vreemd Australisch merk. In 1921 verscheen een advertentie in een Australisch blad voor de Coloyn-Elk. Een week later was de naam al veranderd in Bologne-Elk. Australische kenners achten het niet onmogelijk dat het eigenlijk om een Britse Lincoln-Elk ging.
Een mogelijke verklaring voor de verschillende merknamen van Australische merken (ook bij auto's en vrachtauto's) is de importbeperking van de Australische regering. Hierdoor mogen er geen complete motorvoertuigen geïmporteerd worden en worden ze dus in onderdelen verscheept en ter plaatse geassembleerd. Daardoor komen Europese en Amerikaanse merken dus bij Australische producenten terecht.